# Mitología egipcia

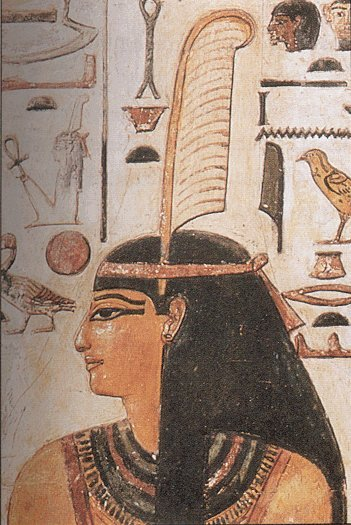
Maat representada como una divinidad.

La mitología egipcia comprende el estudio de creencias sustentadas en la religión del Antiguo Egipto desde la época predinástica hasta la imposición del cristianismo, cuando sus prácticas fueron prohibidas en tiempos de Justiniano I, en el año 535.
Su desarrollo e influencia perduraron más de tres mil años, variando lógicamente a través del tiempo; por lo tanto, un artículo o incluso un libro, solo puede resumir la multitud de entidades y temas de este sistema complejo de creencias. La variada iconografía egipcia es muy diferente de la griega o romana: en la mitología egipcia muchas deidades son representadas con cuerpo humano, y cabezas de otros animales

## Historia
Las ideas religiosas de los antiguos egipcios tuvieron dos fases:
- Durante la época predinástica, divinizaron aquellos fenómenos naturales que les desconcertaban, o infundían temor, de los que no conocían la razón de su proceder; asociaron estas divinidades con las características de ciertos animales, y los representaron con forma humana aunque conservando rasgos zoomorfos: el halcón en el dios Horus, "el elevado", dios del cielo; el perro egipcio, o chacal del desierto, "el guardián de las necrópolis", se convierte en un dios protector, Anubis; el cocodrilo del Nilo, un peligro constante, en un dios temido, venerado en la región de El Fayum, etc. Además les atribuyeron conceptos humanos, como la relación familiar, por lo que se formaron tríadas compuestas por un dios, su esposa y su hijo, y también pasiones humanas por lo que se les rendía culto dando ofrendas en los templos a cambio de favores solicitados, o recibidos.

- A pesar de la agrupación de los pueblos egipcios en las "Dos Tierras": el Alto y Bajo Egipto, cada uno de los nomos (provincias) mantuvo sus deidades protectoras, lo que significaba la veneración a decenas de dioses, que adquirían mayor o menor relevancia según la importancia que tuviese cada ciudad: en Heliópolis se adoraba a Ra, en Tebas a Amón, en Menfis a Ptah y Hator, etc.

Los sacerdotes de los templos principales comenzaron a organizar esta multitud de dioses y a explicar sus relaciones, la creación del mundo, las crecidas del Nilo, etc., ideando y sistematizando las creencias en las denominadas teología Heliopolitana, Tebana, etc., reflejadas en los Textos de las Pirámides, o el Libro de los Muertos, a los que siguió la redacción de otros similares.

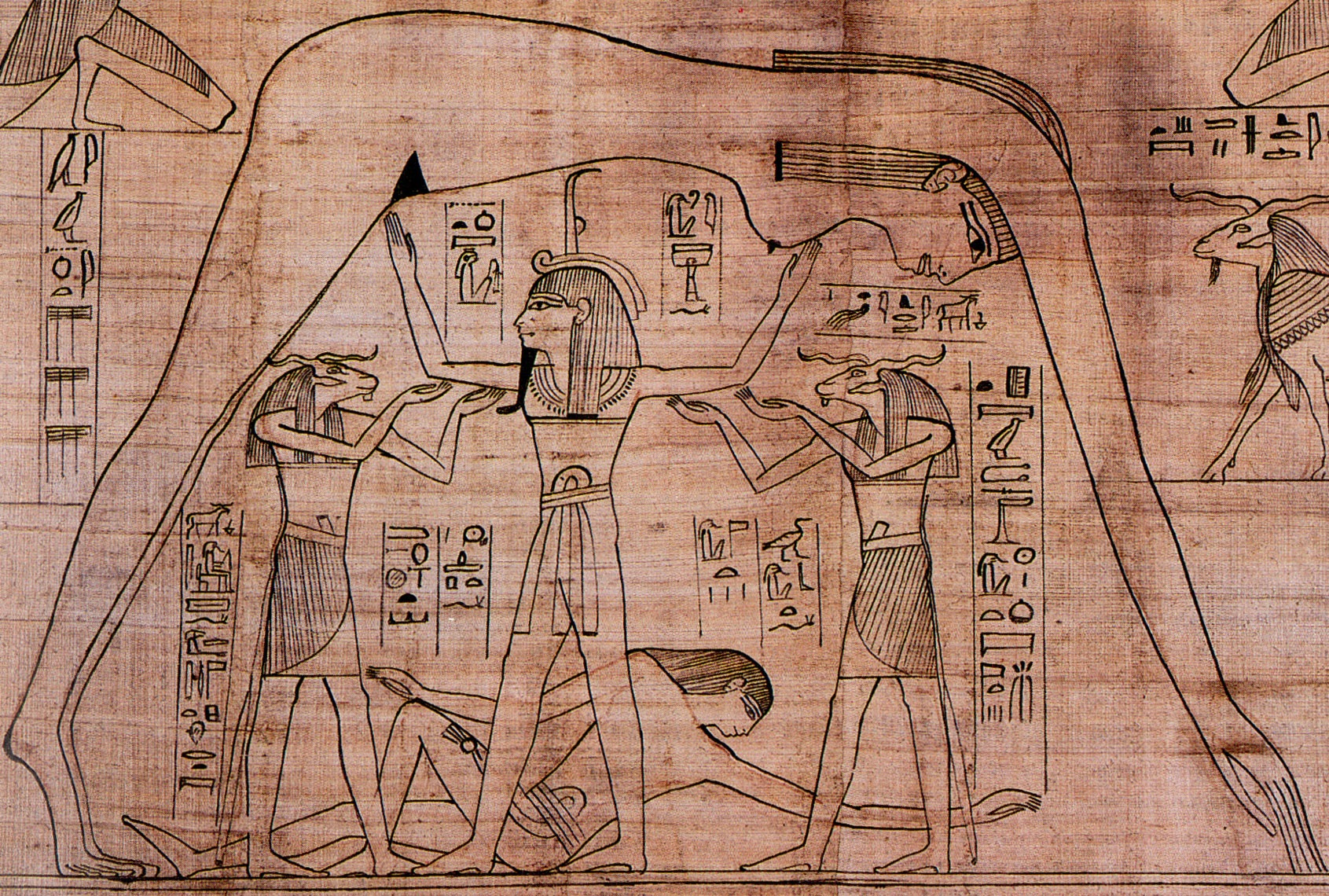
Geb, en la zona inferior, con Shu y Nut.

Su visión está basada en su propio país, tierra fértil junto a un río y con un desierto alrededor. Por lo tanto el mundo para ellos se dividía en tres regiones:
- El Cielo, Nun, morada de los dioses, cuya diosa celeste Nut, "La grande que parió a los dioses", era representada como una mujer con el cuerpo arqueado cubriendo toda la Tierra.
- La Tierra, morada de los hombres, la Casa de Geb, el dios creador, representado como un hombre tumbado bajo Nut.
- El Más Allá, o Duat, el reino de los muertos, donde gobernó Osiris, y posteriormente Horus, espacio recorrido en su barca solar por Ra durante la noche, y por donde transitaban los espíritus de los difuntos sorteando los peligros, cuyo dios es Socar.

## Génesis

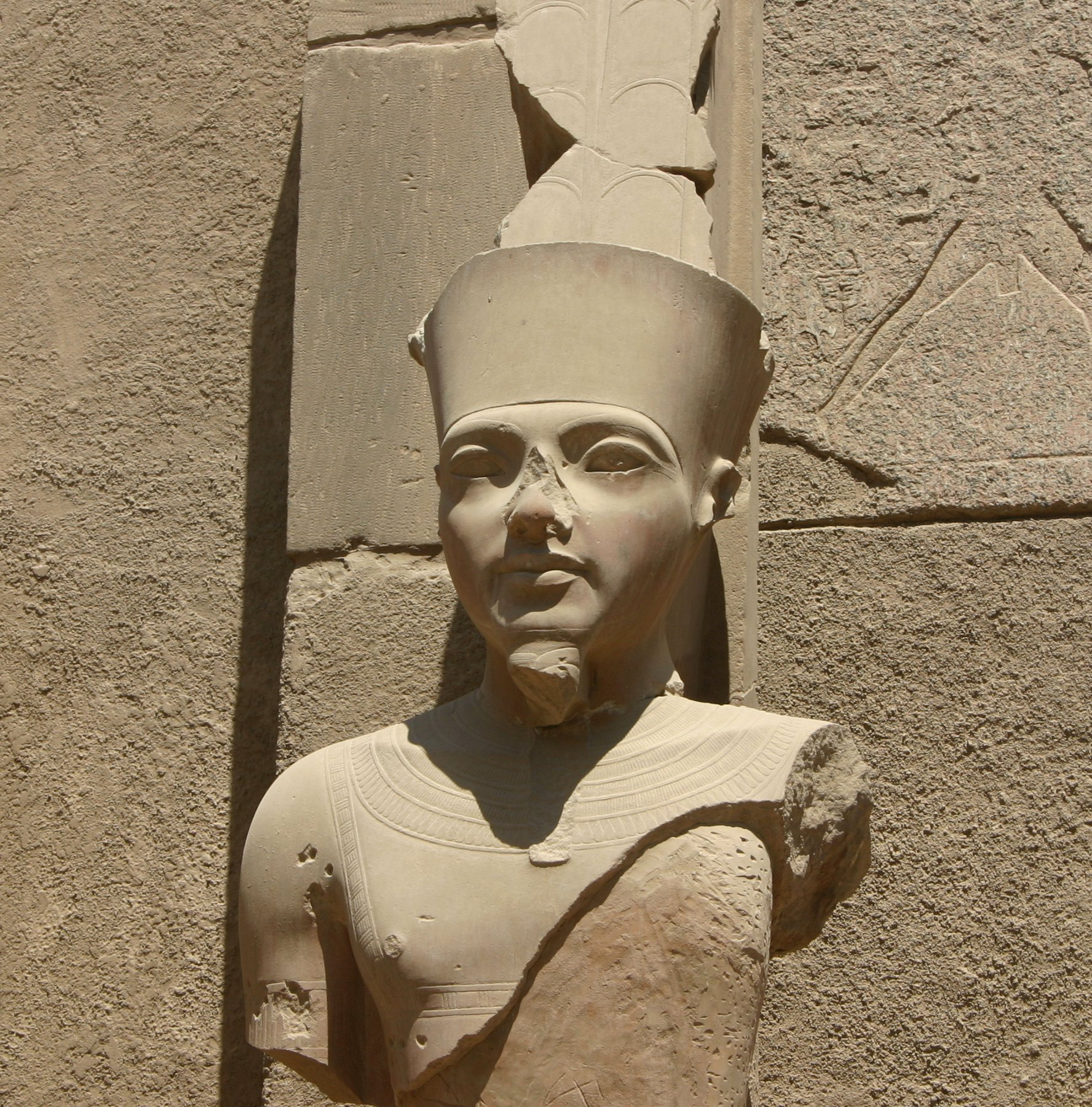
Imagen de Amón, en Karnak.

Las principales divinidades estaban organizadas en cinco grupos diferentes:
- La Enéada de Heliópolis “Las almas de Tot”: Atum, Shu, Tefnut, Nut, Geb, Isis, Osiris, Neftis y Seth; cuyo dios principal es Atón.
- La Ogdóada de Hermópolis: Nun, Nunet, Heh, Hehet, Kek, Kauket, Amón y Amonet; de donde surgió el dios Ra.
- La tríada de Elefantina: Jnum-Satis-Anuket (donde Jnum es el dios primordial).
- La tríada de Tebas: Amón-Mut-Jonsu (donde el dios principal es Amón).
- La tríada de Menfis: Ptah-Sejmet-Nefertum (donde Ptah era el dios principal; es inusual el hecho de que estos dioses no estaban relacionados antes de que esta tríada fuera formalizada).

Mientras los líderes de los diversos grupos ganaban y perdían influencia, las creencias dominantes se transformaban, combinaban y sincretizaban. Ra y Atón se convirtieron en Atón-Ra, con las características de Ra como dominantes, y posteriormente Ra fue asimilado a su vez por Horus, como Ra-Horajti. Después de que Ptah se convirtiera en Ptah-Seker, fue asimilado por Osiris, convirtiéndose en Ptah-Seker-Osiris.
Con las diosas sucedió lo mismo: Hathor le dieron inicialmente las características de otras diosas, pero en última instancia fue asimilada con Isis. Los dioses maléficos fueron amalgamados de la misma forma, bajo el nombre de Seth, quien originalmente era un héroe pero luego recibió todas las características de los dioses malvados, en condena por haber sido elegido como dios protector por los odiados y brutales gobernantes extranjeros hicsos que se hicieron con el poder por un tiempo.
Durante la época de influencia helénica sobre Egipto, lo que perduró con más vigor fue la tríada: Osiris, Isis, y Horus; y su enemigo Seth, tal como se ejemplifica en la "Leyenda de Osiris e Isis". La tríada había asimilado muchos de los cultos y deidades anteriores, y cada dios era adorado en su preferente lugar de veneración: Osiris en Abidos, Isis en Dendera, y Horus en Edfu. Incluso en esta etapa, continuaba la fusión, con Osiris como un aspecto de Horus (y viceversa), dirigiéndose paulatinamente hacia el monoteísmo. Sin embargo, el monoteísmo, o henoteísmo, había surgido con anterioridad, fugazmente, en el siglo XIV a. C., cuando Akenatón había intentado priorizar el culto de Atón, en la forma de disco solar, aunque fue violentamente rechazado posteriormente por el clero y el pueblo egipcio.
Según el Canon Real de Turín, varios dioses gobernaron Egipto: Ptah, Ra, Shu, Geb, Osiris, Seth, Thot, Maat y Horus; cada cual durante inmensos períodos, después reinaron los Shemsu Hor durante 13.420 años, antes de surgir la primera dinastía de faraones. Así, los predecesores de Menes ocuparon el trono egipcio durante 36.620 años.
Principales divinidades egipcias

Ra
Amón
Isis
Osiris
Horus
Seth
Maat
Ptah
Thot
Anubis

## Vida después de la muerte
La creencia inicial en la inmortalidad de dioses y faraones, posteriormente extendida al resto de los egipcios, significó que se practicara el embalsamamiento y la momificación, para poder preservar la integridad del individuo en la vida futura, según los textos de la mitología egipcia. Además ellos creían que si a alguna persona le faltaba alguna parte de su cuerpo no iría a la otra vida

### El espíritu de los egipcios
Los antiguos egipcios consideraban que el espíritu humano estaba conformado por el Ba, el Ka y el Aj. 
Los egipcios creían que el espíritu de los difuntos era conducido por Anubis hacia el lugar del juicio, en la "sala de las dos verdades", y el corazón del muerto, que era el símbolo de la moralidad del difunto, se pesaba, en una balanza, contra una pluma que representaba el Maat, el concepto de verdad, armonía y orden universal. Si el resultado era favorable, el difunto es llevado ante Osiris en Aaru, sin embargo, Ammit, "el devorador de corazones", que se representaba como un ser mezcla de cocodrilo, león e hipopótamo, destruía aquellos corazones cuya sentencia resultaba negativa, impidiendo su inmortalidad.

### Las palabras justas
El Libro de los Muertos era una serie de 190 fórmulas mágicas, adaptadas a las circunstancias particulares de cada individuo, las cuales eran depositadas junto al difunto, o grabadas en los muros de la tumba para facilitar su viaje por la Duat; también contenía las palabras adecuadas a utilizar en su juicio: las palabras justas. Uno de los mejores ejemplos del Libro de los Muertos es el Papiro de Ani, creado alrededor de 1240 a. C., que además de textos contiene muchas imágenes de Ani y de su esposa en su viaje a través del mundo de los muertos.

### Los Jueces de la Duat
Los 42 jueces de la Duat son: Ahí, Am Khaibit, An Af, An Hetep ef, Arfi Em Khet, Ari Em Abef, Basty, Desem Besek, Desem Snef, Fenti, Hept Khet, Heref Haf, Her Uru, Hetch Abhu, Kenemti, Khemiu, Maa Antuf, Neb Abui, Neb Heru, Neb Maat, Neba, Nefertum, Neha Her, Nehebkau, Neheb Nefert, Nekhenu, Qerrti, Ruruti, Sekhriu, Sera Kheru, Sertiu, Set Qesu, Shet Kheru, Ta Retiu, Tcheser Tep, Tem Sepu, Tenemiu, Tutu, Uamenti, Uatch Rekhit, Usekh Nemmt y Utu Nesert.

## El período monoteísta

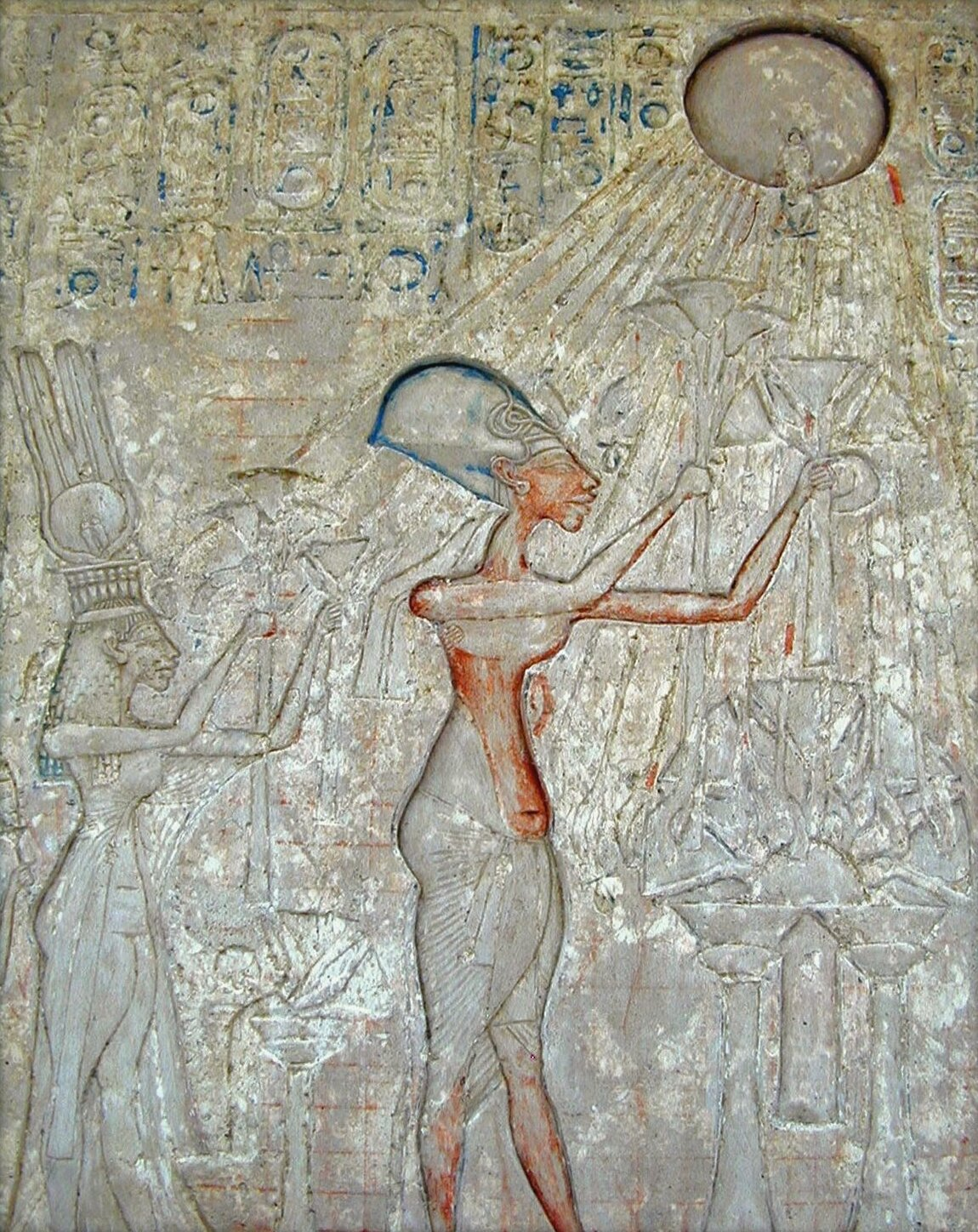
Ajenatón y su familia venerando a Atón, en Ajetatón (Amarna).

Un intervalo corto del monoteísmo (Atonismo) ocurrió bajo el reinado de Akenatón, enfocado en la deidad egipcia del sol, Atón. Akenatón proscribió la veneración de otros dioses y construyó una nueva capital, Aketatón (Amarna), alrededor del templo para Atón. 
El cambio religioso perduró solamente hasta la época de Tutankamón, el hijo de Akenatón y de una esposa secundaria. Por ser este cambio muy impopular fue rápidamente proscrito. De hecho, el borrado de los nombres de Akenatón y Tutankamón de los muros y de las listas reales se relaciona con este radical cambio religioso.
Después de la caída del faraón de Amarna, el panteón egipcio original perduró como fe dominante, hasta la llegada del cristianismo copto y, posteriormente, de la imposición del islam, aunque los egipcios continuaron teniendo relaciones con otras culturas monoteístas, como los hebreos. Asombrosamente, el pueblo egipcio apenas opuso resistencia a la difusión del cristianismo, explicado en ocasiones afirmando que Jesús de Nazaret, originalmente, era un sincretismo vinculado principalmente a Horus, con Isis representando a la Virgen María.

### Henoteísmo y otras teorías
Algunos egiptólogos consideran este culto más próximo al henoteísmo; varios eruditos, sobre todo aquellos con tendencias religiosas judeocristianas, opinan que es incorrecto ver este período como monoteísta, e indican que los egipcios no adoraba a Atón, sino a la familia real como parte del panteón de los dioses, quienes recibirían su energía divina de Atón. Otros estiman que Moisés y Ajenatón eran el mismo personaje.

## Influencias externas
Egipto mantuvo relaciones con los habitantes de Nubia, Libia y Canaán, los pueblos fronterizos, comerciales o bélicas en diversos periodos. También fue influido por los gobernantes griegos ptolemaicos, que reinaron en Egipto durante 300 años. Egipto finalmente fue incorporado en el Imperio romano, gobernado inicialmente por Roma y posteriormente desde Constantinopla, hasta la conquista árabe.

### Periodo hicso: dinastía XV y dinastía XVI
Tras el derrumbe del Imperio Medio comienza el denominado segundo periodo intermedio de Egipto. Durante esta época, en el delta del Nilo surgen los gobernantes hicsos (inmigrantes asiáticos), que dominan Egipto personalmente, o mediante mandatarios vasallos (dinastía XV y dinastía XVI). Es el auge del dios Seth, posteriormente denostado tras la expulsión de los hicsos.

### Periodo libio: dinastía XXII a dinastía XXIV
Egipto tuvo durante mucho tiempo lazos con Libia. Después de la muerte de Ramsés XI, el sumo sacerdote de Amón Herihor, tomó el control de Egipto hasta que fueron reemplazados (sin signos de lucha evidente) por los reyes libios de la dinastía XXII. El primer rey de la nueva dinastía, Sheshonq I, sirvió como general bajo los mandatarios de la dinastía XXI. Se sabe que él designó a su propio hijo para ser sumo sacerdote de Amón, una ocupación que previamente era un cargo hereditario.

### Periodo ptolemaico (304 a 30a.C.)
Comenzó con Ptolomeo I Sóter y término con Cleopatra VII. Ptolomeo I Sóter "salvador", fundó la dinastía Ptolemaica, la cual gobernaría Egipto unos 300 años. Los ptolomeos promovieron el culto a Serapis, deidad sincrética de Osiris y Apis. Varios reyes ptolemaicos adoptaron la costumbre egipcia de desposarse con sus hermanas, y muchos gobernaron conjuntamente con sus esposas. El último de los Ptolomeos, la famosa Cleopatra, fue una de las escasas reinas que gobernaría en Egipto.

### Periodo romano (30a.C. a 639d.C.)
Egipto fue incorporado al Imperio romano y gobernado, primero, desde Roma y posteriormente desde Constantinopla (hasta la conquista árabe). En las comunidades judías del Egipto Romano fue introducido el cristianismo en el siglo II. Al principio fue perseguido vigorosamente por las autoridades romanas, que temieron la discordia religiosa más que cualquier otra cosa, en un país donde la religión había sido siempre suprema. Pero rápidamente ganó adherentes entre los judíos de Alejandría. De estos, pasó a los griegos, y posteriormente a grupos de egipcios, quienes encontraron satisfactorias sus promesas de salvación personal y sus enseñanzas sobre igualdad social. 
Teodosio ordenó cerrar todos los templos paganos en el siglo IV. Solo se mantuvo abierto el lejano templo de Isis en File, hasta el año 535, en que Justiniano I lo mandó cerrar y encarcelar a todos sus sacerdotes. Este fue el final de más de tres mil años de religión egipcia.

## Fiestas de los antiguos egipcios
Ningún pueblo ha tenido más ceremonias religiosas que los antiguos egipcios, pues no solo escogieron como objetos de culto toda clase de animales, sino hasta las legumbres de los jardines. Así como los egipcios fueron los primeros en inventar la mayor parte de las divinidades paganas conocidas de los griegos, también fueron los primeros que establecieron las fiestas celebradas en su honor, la pompa de su culto, las ceremonias, los oráculos, etc. 
Las fiestas principales de este pueblo, como las de los persas y de los indios, fueron establecidas según las épocas maritales del año: la más solemne, llamada "la fiesta de las Lamentaciones de Isis" o de la desaparición (Muerte) de Osiris, comenzaba el 17 de "athyr" o 13 de noviembre, según Plutarco:
Esta fiesta estaba consagrada al luto y a las lágrimas: hacia el solsticio de invierno se celebraba "la Busca de Osiris" y el 1 "tybi" o 2 de enero la "llegada de Isis" a Fenicia: pocos días después la fiesta de la "Reaparición de Osiris" unía los gritos de alegría de todo Egipto a la alegría pura de Osiris: la fiesta de las Simientes y de la sepultura de Osiris, pues la muerte de Osiris es un símbolo esencialmente agrícola; la de su "resurrección", cuando empiezan a brotar las plantas, la de la "preñez de Isis", del nacimiento de su hijo Harpócrates, a quien se ofrecían las primicias de la recolección, y la de las "Pamylias o de la procesión del phallus" (falo), unidas más o menos a las precedentes, caían en un gran periodo que abrazaba la mitad del año, desde el equinoccio de otoño hasta el de la primavera, y del mes "phaophi" al mes "pharmurti" (desde el 28 de noviembre al 21 de marzo), a principios del cual se celebraba la "Purificación de Isis:
Poco antes de la luna nueva de "phamenoth" (marzo), solemnizaban los egipcios la entrada de Osiris en la luna (luna-lunus, hermafrodita), a la que se suponía fecundaba, para que a su vez fecundase a la tierra; el 30 de "epiphi" (24 de julio) se celebraba la fiesta del Nacimiento de Horus, representante de Osiris y vencedor de Tifón en el segundo gran periodo que se extendía desde el mes "pharmuthi" hasta el "thoth", desde el 27 de marzo al 29 de agosto, en que volvía a principiar el año:
Horus, hijo de Isis y de Osiris, era el emblema de la estación en que el Sol alimenta todo, penetrando la atmósfera con su calor bienhechor; los combates de Tifón y de Horus marcaban las cualidades mortíferas de que en cierta estación se carga el aire del Egipto, y que la influencia benigna del Sol llega a neutralizar.
Además de estas fiestas generales en todo el Egipto, había fiestas locales, algunas de las cuales atraían un inmenso concurso de población: tales eran las fiestas de Bubastis en la ciudad de este nombre; la de Neith o Minerva en Sais, llamada la fiesta de las "Lámparas encendidas"; la del Sol en Heliópolis; la de Buto o Latona, en la ciudad de este nombre; la de Marte en Paprenis, enumeradas por Heródoto: 
Todas las fiestas egipcias se celebraban en la luna nueva o llena: la de las "Lámparas encendidas" se asemeja mucho a la de los "Faroles" que se celebra aún en la China: consistía aquella fiesta en encender alrededor de las casas multitud de lámparas llenas de aceite y de sal y se las dejaba arder toda la noche. ¿Quién no ha oído hablar de las fiestas que se celebraban por todo el Egipto cuando nace un nuevo buey Apis? Los sacerdotes salían a buscarle con gran pompa para conducirlo primero a Heliópolis, donde permanecía cuarenta días, y después a Menfis donde estaba preparada su habitación: cuando moría, era un día de luto y una fiesta fúnebre general para todo el Egipto. Este país debía al Nilo tan gran fertilidad que no es extraño que los supersticiosos egipcios hicieran de él un dios: así es que celebraban en su honor fiestas llamadas "Niliacas".
Además, el Nilo era una de las formas bajo las cuales adoraban a Osiris: el 24 de septiembre, en el solsticio de estío, era cuando llegaba a su mayor altura de inundación bienhechora de este río que presentaba entonces el espectáculo de un risueño archipiélago por el que cruzaban multitud de barcas; el 24 de septiembre era, pues, un día de alegría y una de las fiestas más solemnes en que se abrían las presas del río al ruido de las aclamaciones universales y de los gritos de alegría de una inmensa multitud: la pantera que arrojaban al río era una ofrenda que se hacía al dios; estas fiestas duraban siete días, durante los cuales se creía que los sacerdotes gozaban de una tregua con los cocodrilos y podían bañarse sin peligro en el Nilo.
Desde los ptolomeos, principalmente en tiempo de los romanos, nada igualaba al brillo y a la solemnidad de las fiestas del dios Serapis que destronó, o al menos borró las antiguas divinidades entre los egipcios, como Mitra lo había hecho entre los persas: Serapis era entonces el dios universal de Egipto, y su culto tendía a la unidad cristiana del mismo modo que el de Mitra.

## Templos

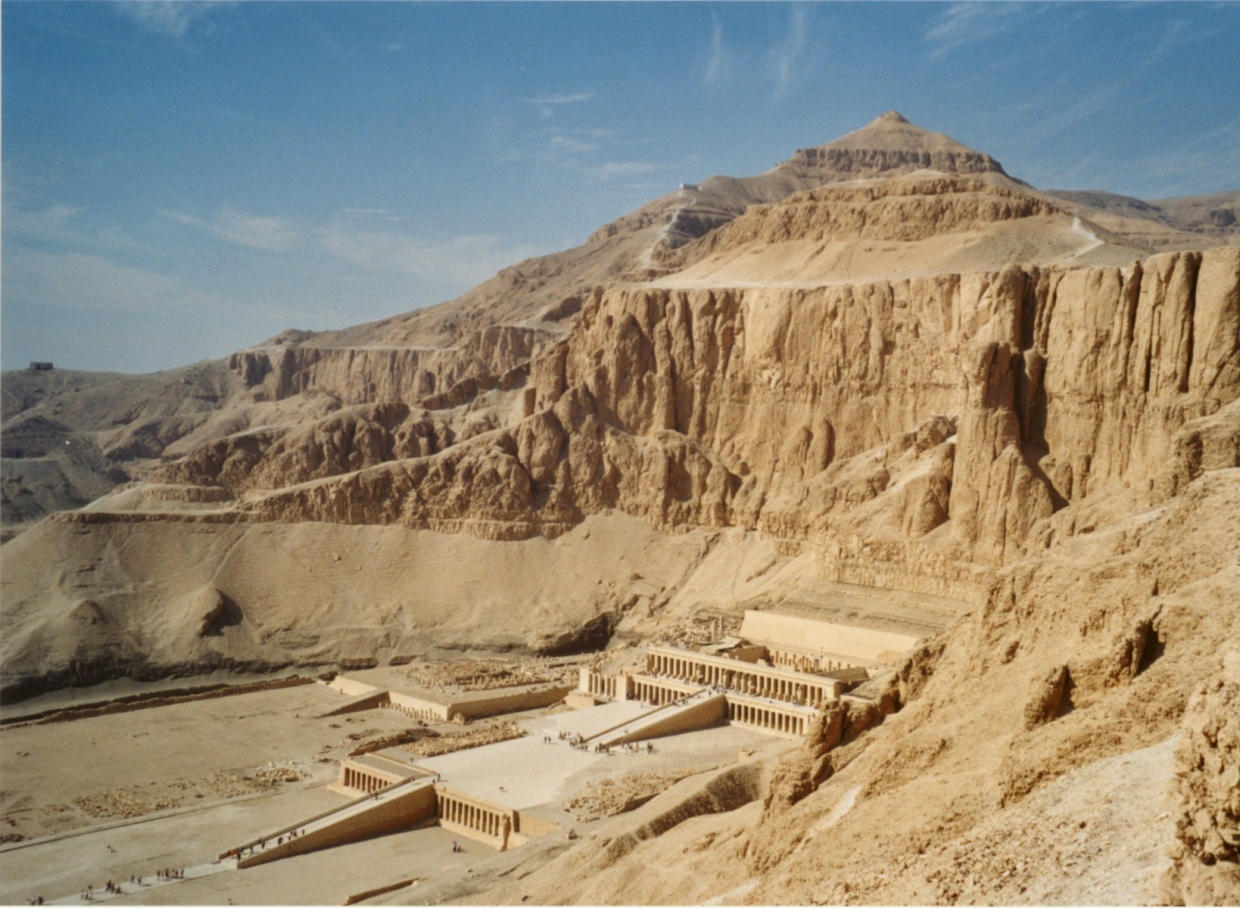
Templo de Hatshepsut en Deir el-Bahari.

Muchos templos aún permanecen en pie, otros están en ruinas por erosión y vandalismo; bastantes han desaparecido, lamentablemente, al ser utilizados como cantera de materiales para otras construcciones. El faraón Ramsés II fue un gran promotor, restaurador y, lamentablemente, también un usurpador de templos de faraones precedentes.
Los templos más importantes están en los actuales emplazamientos:
- Deir el-Bahari: conjunto de templos de Mentuhotep II (dinastía XI), Hatshepsut y Tutmosis III (dinastía XVIII). El complejo funerario de Hatshepsut, con amplios patios escalonados y estructura columnada de gran armonía (construido unos mil años antes que el célebre Partenón de Atenas, una de las más bellas obras arquitectónicas)
- Karnak: complejo de templos, ampliados durante quinientos años, en Tebas, la capital del antiguo Egipto desde el Imperio Medio.
- Luxor: iniciado por Amenhotep III y ampliado por Ramsés II, era el centro ceremonial del festival de Opet.
- Abu Simbel: dos grandes templos (speos) de Ramsés II, al sur de Egipto, en la ribera occidental del río Nilo.
- Abidos: templos de Sethy I y Ramsés II. Lugar de veneración de los primeros faraones, con un gran complejo funerario.
- El Ramesseum, templo conmemorativo de Ramsés II, junto a la necrópolis tebana; el edificio principal se dedicó al culto funerario.
- Medinet Habu: templo conmemorativo de Ramsés III. Complejo de templos fechados desde el Imperio Nuevo.
- Edfu: templo ptolemaico situado entre Asuán y Luxor.
- Dendera: complejo del templos. El edificio principal es el templo de Hathor.
- Kom Ombo: templo de la región que controló las rutas comerciales desde Nubia al Alto Egipto.
- Isla de File: templo de Isis (Ast), construido en la época ptolemaica.